# Magniezia laticarpa
Magniezia laticarpa är en kräftdjursart som först beskrevs av Yakov Avadievich Birstein 1972.  Magniezia laticarpa ingår i släktet Magniezia och familjen Stenasellidae. Inga underarter finns listade i Catalogue of Life.